# Nahe (Holstein)
Nahe település Németországban, Schleswig-Holstein tartományban. Lakosainak száma 2617 fő (2023. december 31.).

## Népesség
A település népességének változása:
| Lakosok száma | 1601 | 2366 | 2377 | 2396 | 2543 | 2602 | 2617 |
|               | 1975 | 2014 | 2017 | 2019 | 2021 | 2022 | 2023 |